# Seznam osebnosti
Seznam osebnosti je krovni seznam osebnosti. Seznami zajemajo le resnične osebnosti.

## Po imenu
A - B - C - Č - D - E - F - G - H - I - J - K - L - M - N - O - P - Q - R - S - Š - T - U - V - W - X - Y - Z - Ž

## Po datumu
- Datum rojstva ali datum smrti
  - po dnevu v mesecu, npr. danes (sobota, 22. marec 2025).
  - po letu, npr. 1911.
  - Seznam dvojčkov
  - Seznam osebnosti umrlih na dan rojstva
  - Seznam nedavnih smrti
- Starost
  - Seznam mladoletnikov v zgodovini
  - Seznam osebnosti, ki so živeli 100 let
  - Seznam osebnosti, ki so živeli 110 let
- Periode
  - Seznam ljudi povezanih z ameriško državljansko vojno
  - Seznam osebnosti povezanih s kalifornijsko zlato mrzlico
  - Seznam osebnosti povezanih s 1. svetovno vojno
  - Seznam osebnosti povezanih z 2. svetovno vojno
    - Seznam osebnosti povezanih z NOB

## Seznami osebnosti po razredu
- Seznam osebnosti po prepričanju
- Seznami osebnosti po narodnosti, narodnostnemu sestavu, kraju, itd
- Seznam osebnosti po poklicu, zaposlitvi, stroki
- Seznam uradnih osebnosti: kralji, papeži, predsedniki in državniki
- Seznam nagrad in medalj

## Imena
- Seznam osebnih dogovorov osebnih imen
- Družinsko ime (priimek, zadnje ime, očetovo/materno ime)
  - Seznam izvorov družinskih imen
  - Seznam najrazširjenih družinskih imen
- Prvo ime (dano ime)
  - Seznam izvorov danih imen
  - Seznam prvih imen uradnih osebnosti
- Seznam ljudi z vzdevkom Osvajalec
- Seznam ljudi z vzdevkom Veliki
- Seznam osebnosti znanih po začetnicah
- Seznam osebnosti kot znanih očetov ali mater
- Seznam osebnosti znanih po enem imenu
- Seznam političnih tvorb imenovanih po osebnostih
- Seznam vzdevkov
- Seznam svetopisemskih imen
- Wikipedija:needinstvena osebna imena (enakozvočna ali soimenjaška imena)

## Drugi razredi znanih osebnosti

### Osebnosti povezane z dejanskimi okoliščinami/značilnostmi
- Seznami osebnosti po narodnosti, narodnostnemu sestavu, kraju, itd

- Seznam znamenitih žensk v zgodovini

- Seznam levičnikov
- Seznam obolelih za rakom
- Seznam obolelih za AIDSom
- Seznam umrlih za jetiko
- Seznam osebnosti po vzroku smrti
  - Seznam umetnikov umrlih zaradi drog
  - Seznam osebnosti umrlih v atentatu
  - Seznam znamenitih samomorilcev
  - Seznam osebnosti umrlih v letalskih nesrečah
  - Seznam umorjenih osebnosti
  - Seznam osebnosti obsojenih na smrt
- Seznam osebnosti preživelih poskuse atentatov
- Seznam izginulih osebnosti
- Seznam obolelih za sladkorno boleznijo
- Seznam osebnosti z nezmožnostmi
  - Seznam osebnosti z nezmožnostmi vida
  - Seznam paraliziranih osebnosti
- Seznam osebnosti z neobičajnim številom udov
- Seznam okuženih s HIV

### Osebnosti po življenjskem slogu (v posebnih primerih z možno biološko vlogo)
- Seznam pomembnih čudakov
- Seznam slavnih homoseksualnih, lezbičnih ali biseksualnih osebnosti
- Seznam pedofilov in pederastov
- Seznam osebnosti spremenjenega spola
- Seznam pomembnih vegetarijancev

### Osebnosti po prepričanju
- Seznami osebnosti po prepričanju, verovanju
  - Seznam brezbožnikov

### Osebnosti po dosežkih
- Seznam nagrad in medalj
- Seznam osebnosti z dvema ali več poklici

### Osebnosti po poklicu
- Seznami osebnosti po poklicu, zaposlitvi, stroki
- Seznam političnih teoretikov
- Seznami uradnih osebnosti: kralji, papeži, predsedniki in državniki

### Osebnosti po študiju
- Seznam nekdanjih Westminstrskih učencev

### Osebnosti po položaju
- Seznam polbogov
- Seznam osebnosti pretežno videnih s temnimi očali
- Seznam osebnosti na znamkah